# Macrobrachium
Macrobrachium är ett släkte av kräftdjur. Macrobrachium ingår i familjen Palaemonidae.

## Bildgalleri

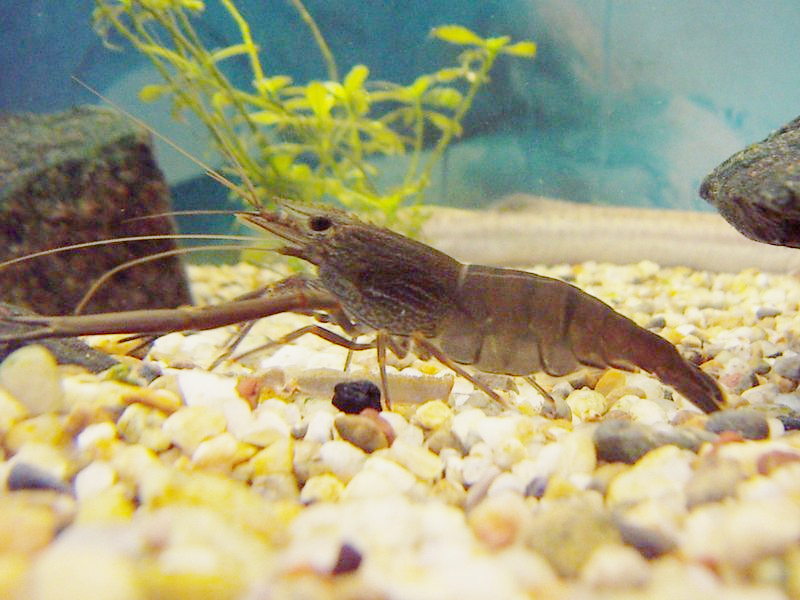
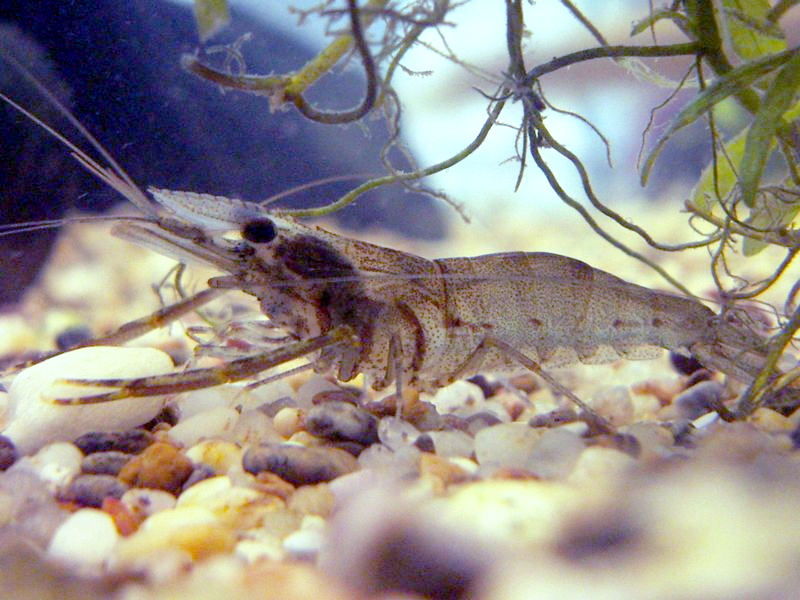
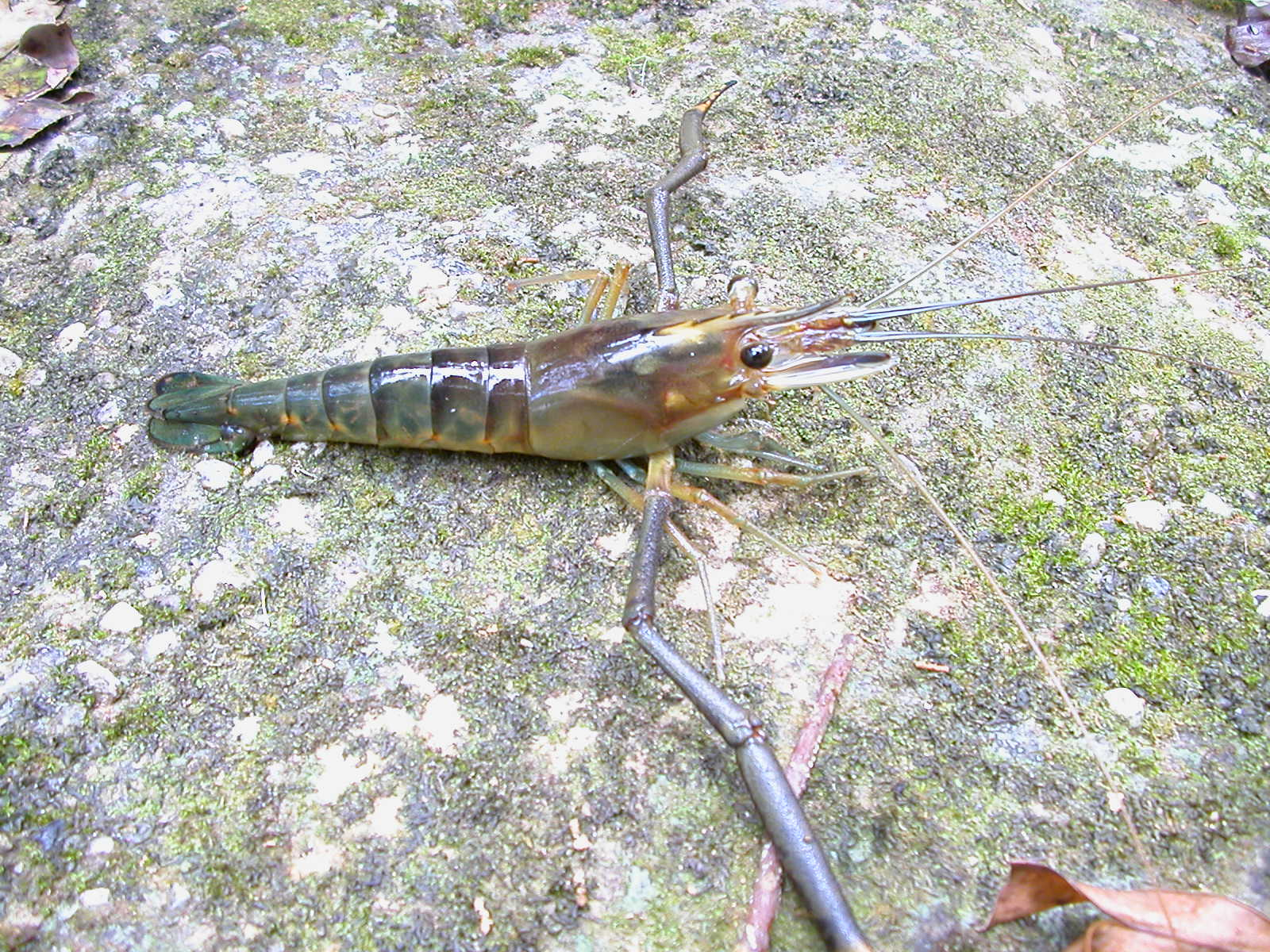

## Dottertaxa tillMacrobrachium, i alfabetisk ordning[1]
- Macrobrachium acanthochirus
- Macrobrachium acanthurus
- Macrobrachium acherontium
- Macrobrachium adscitum
- Macrobrachium aemulum
- Macrobrachium ahkowi
- Macrobrachium altifrons
- Macrobrachium amazonicum
- Macrobrachium americanum
- Macrobrachium andamanicum
- Macrobrachium aracamuni
- Macrobrachium asperulum
- Macrobrachium assamense
- Macrobrachium atabapense
- Macrobrachium atactum
- Macrobrachium australe
- Macrobrachium australiense
- Macrobrachium banjare
- Macrobrachium bariense
- Macrobrachium birae
- Macrobrachium borellii
- Macrobrachium brasiliense
- Macrobrachium brevicarpum
- Macrobrachium bullatum
- Macrobrachium caledonicum
- Macrobrachium callirrhoe
- Macrobrachium canarae
- Macrobrachium carcinus
- Macrobrachium catonium
- Macrobrachium cavernicola
- Macrobrachium chevalieri
- Macrobrachium choprai
- Macrobrachium clymene
- Macrobrachium cocoense
- Macrobrachium cortezi
- Macrobrachium cowlesi
- Macrobrachium crebrum
- Macrobrachium crenulatum
- Macrobrachium danae
- Macrobrachium dayanum
- Macrobrachium denticulatum
- Macrobrachium depressimanum
- Macrobrachium dierythrum
- Macrobrachium digitum
- Macrobrachium digueti
- Macrobrachium dux
- Macrobrachium edentatum
- Macrobrachium equidens
- Macrobrachium eriocheirum
- Macrobrachium esculentum
- Macrobrachium faustinum
- Macrobrachium felicinum
- Macrobrachium ferreirai
- Macrobrachium fluviale
- Macrobrachium foai
- Macrobrachium forcipatum
- Macrobrachium formosense
- Macrobrachium fukienense
- Macrobrachium gallus
- Macrobrachium glabrum
- Macrobrachium glypticum
- Macrobrachium gracilirostre
- Macrobrachium grandimanus
- Macrobrachium gua
- Macrobrachium guangxiense
- Macrobrachium hainananse
- Macrobrachium hancocki
- Macrobrachium hendersodayanum
- Macrobrachium hendersoni
- Macrobrachium heterochirus
- Macrobrachium hildebrandti
- Macrobrachium hirsutimanus
- Macrobrachium hirtimanus
- Macrobrachium hobbsi
- Macrobrachium holthuisi
- Macrobrachium horstii
- Macrobrachium idae
- Macrobrachium idella
- Macrobrachium iheringi
- Macrobrachium inca
- Macrobrachium indicum
- Macrobrachium inflatum
- Macrobrachium inpa
- Macrobrachium insulare
- Macrobrachium intermedium
- Macrobrachium jacobsoni
- Macrobrachium japonicum
- Macrobrachium jaroense
- Macrobrachium javanicum
- Macrobrachium jelskii
- Macrobrachium jiangxiense
- Macrobrachium johnsoni
- Macrobrachium joppae
- Macrobrachium kempi
- Macrobrachium kistnense
- Macrobrachium kiukianense
- Macrobrachium lamarrei
- Macrobrachium lanceifrons
- Macrobrachium lanchesteri
- Macrobrachium lar
- Macrobrachium latidactylus
- Macrobrachium latimanus
- Macrobrachium lepidactyloides
- Macrobrachium lepidactylus
- Macrobrachium longidigitum
- Macrobrachium lorentzi
- Macrobrachium lujae
- Macrobrachium macrobrachion
- Macrobrachium maculatum
- Macrobrachium malayanum
- Macrobrachium malcolmsonii
- Macrobrachium mammillodactylus
- Macrobrachium manipurense
- Macrobrachium meridionalis
- Macrobrachium michoacanus
- Macrobrachium microps
- Macrobrachium mieni
- Macrobrachium minutum
- Macrobrachium mirabile
- Macrobrachium moorei
- Macrobrachium naso
- Macrobrachium nattereri
- Macrobrachium natulorum
- Macrobrachium nepalense
- Macrobrachium niloticum
- Macrobrachium niphanae
- Macrobrachium nipponense
- Macrobrachium nobilii
- Macrobrachium novaehollandiae
- Macrobrachium obtusifrons
- Macrobrachium occidentale
- Macrobrachium oenone
- Macrobrachium ohione
- Macrobrachium olfersii
- Macrobrachium palaemonoides
- Macrobrachium panamense
- Macrobrachium patsa
- Macrobrachium pectinatum
- Macrobrachium peguense
- Macrobrachium petersii
- Macrobrachium petiti
- Macrobrachium petronioi
- Macrobrachium pilimanus
- Macrobrachium pinguis
- Macrobrachium placidulum
- Macrobrachium placidum
- Macrobrachium platycheles
- Macrobrachium poeti
- Macrobrachium potiuna
- Macrobrachium praecox
- Macrobrachium pumilum
- Macrobrachium purpureamanus
- Macrobrachium quelchi
- Macrobrachium raridens
- Macrobrachium rathbunae
- Macrobrachium reyesi
- Macrobrachium rhodochir
- Macrobrachium rodriguezi
- Macrobrachium rogersi
- Macrobrachium rosenbergii
- Macrobrachium rude
- Macrobrachium sankollii
- Macrobrachium scabriculum
- Macrobrachium scorteccii
- Macrobrachium shokitai
- Macrobrachium sintangense
- Macrobrachium sirindhorn
- Macrobrachium siwalikense
- Macrobrachium sollaudii
- Macrobrachium srilankense
- Macrobrachium sulcicarpale
- Macrobrachium superbum
- Macrobrachium surinamicum
- Macrobrachium tenellum
- Macrobrachium therezieni
- Macrobrachium thysi
- Macrobrachium tiwarii
- Macrobrachium tolmerum
- Macrobrachium transandicum
- Macrobrachium trompii
- Macrobrachium tuxlaense
- Macrobrachium unikarnatakae
- Macrobrachium wannanense
- Macrobrachium weberi
- Macrobrachium veliense
- Macrobrachium venustum
- Macrobrachium vicconi
- Macrobrachium villalobosi
- Macrobrachium villosimanus
- Macrobrachium vollenhovenii
- Macrobrachium yeti
- Macrobrachium yui
- Macrobrachium zariquieyi